# Hydaticus stappersi
Hydaticus stappersi is een keversoort uit de familie waterroofkevers (Dytiscidae). De wetenschappelijke naam van de soort is voor het eerst geldig gepubliceerd in 1915 door Peschet.